# CX Волопаса
CX Волопаса (лат. CX Boötis) — двойная звезда в созвездии Волопаса на расстоянии приблизительно 109 световых лет (около 33,4 парсеков) от Солнца. Видимая звёздная величина звезды — от +14,4m до +14,3m.

## Характеристики
Первый компонент (WDS J14247+0917A) — пульсирующий белый карлик, переменная звезда типа ZZ Кита (ZZA)* спектрального класса DA, или DBA. Масса — около 0,61 солнечной, радиус — около 0,0118 солнечного, светимость — около 0,003 солнечной*. Эффективная температура — около 12227 K.
Второй компонент (WDS J14247+0917B) — коричневый карлик спектрального класса L3, или L4. Видимая звёздная величина звезды — +20,8m. Эффективная температура — около 1900 K*. Удалён на 3,8 угловых секунды.